# Regis Corporation
Regis Corporation (NYSE: RGS) er en amerikansk kæde af frisørsaloner. I 2021 havde de 5.563 franchise-drevne og 276 virksomhedsejede saloner. De har hovedkvarter i Saint Louis Park, Minnesota.
Regis salonerne kendes under navne som SmartStyle (i Walmart-butikker), Supercuts (indkøbscentre), Cost Cutters, First Choice Haircutters og Roosters Men's Grooming Center (Roosters).
Regis blev etableret i 1922 af Paul og Florence Kunin som Kunin Beauty Salon. I 1958 skiftede de navn til Regis.